# Hans Tuzzi
Hans Tuzzi, pseudonimo di Adriano Bon (Milano, 28 ottobre 1952), è uno scrittore e saggista italiano.
Consulente editoriale e docente universitario al master in editoria cartacea e multimediale all'Università di Bologna, con lo pseudonimo Hans Tuzzi, che è un personaggio del romanzo L'uomo senza qualità di Robert Musil, ha scritto romanzi e saggi, una serie di romanzi gialli ambientati a Milano con protagonista il commissario Norberto Melis e una serie di gialli storici con protagonista Neron Vukcic. Ha collaborato all'inserto culturale del Il Sole 24 Ore e al Corriere della Sera; pubblica su Avvenire e sulla rivista Paragone. Il suo saggio Come scrivere un romanzo giallo o di altro colore (Bollati Boringhieri, 2017) è stato insignito del premio Giuseppe Lippi 2021.

## Il ciclo del Commissario Melis
"Il ciclo di Melis ha l'ambizione di rappresentare l'Italia dal 1978 (rapimento Moro) sino alla crisi della Prima Repubblica, gli anni in cui si svilisce la grammatica di una civiltà".

### Romanzi
1. Il maestro della testa sfondata, Torino, Bollati Boringhieri, 2016, ISBN 978-88-339-2132-7. Parma, Guanda, 2005, ISBN 88-8246-731-7. Milano, Bonnard, 2002, ISBN 88-86842-48-1
2. Perché Yellow non correrà, Torino, Bollati Boringhieri, 2016, ISBN 978-88-339-2133-4. Parma, Guanda, 2006. ISBN 88-8246-730-9. Milano, Bonnard, 2003, ISBN 88-86842-86-4
3. Come il cielo sull'Annapurna, Milano, Bonnard, 2004. ISBN 88-86842-74-0, riedito con il titolo Un posto sbagliato per morire, Torino, Bollati Boringhieri, 2011, ISBN 9788833930053
4. Tre delitti un'estate. Calde vacanze per il commissario Melis, Milano, Bonnard, 2005, ISBN 88-89609-01-X. (comprende Il principe dei gigli, Casta Diva, Fuorché l'onore riediti da Bollati Boringhieri in tre volumi separati: 2012, ISBN 9788833923543; 2013, ISBN 8833924076; 2015, ISBN 8833924084).
5. La morte segue i magi, Torino, Bollati Boringhieri, 2009, ISBN 978-88-339-1972-0.
6. L'ora incerta tra il cane e il lupo, Torino, Bollati Boringhieri, 2010, ISBN 978-88-339-2065-8.
7. Un enigma dal passato, Torino, Bollati Boringhieri, 2013, ISBN 978-88-339-2439-7.
8. La figlia più bella, Torino, Bollati Boringhieri, 2015, ISBN 978-88-339-2639-1.
9. La belva nel labirinto, Torino, Bollati Boringhieri, 2017, ISBN 9788833928685.
10. La vita uccide in prosa, Torino, Bollati Boringhieri, 2018, ISBN 9788833930695.
11. Polvere d’agosto, Torino, Bollati Boringhieri, 2019,  ISBN 978-88-339-3220-0
12. Nella luce di un'alba più fredda, Torino, Bollati Boringhieri, 2021 ISBN 978-88-339-3592-8
13. Ma cos'è questo nulla?, Torino, Bollati Boringhieri, 2022 ISBN 978-88-339-3813-4

### Racconti
1. Il fico egoista, in M. Cassani et al., Ritratto dell’investigatore da piccolo, Milano, TEA, 2017, ISBN 9788850244560.
2. La notte, di là dai vetri, Torino, Bollati Boringhieri, 2019, ISBN 9788833933153 (comprende due romanzi brevi, Il sangue dell'innocente e Un gatto alla finestra, già uscito su Il Sole 24 Ore Racconti d'autore, 2012, e un racconto lungo, A lume di candela).

## Ciclo di Neron Vukcic
Il primo romanzo, ambientato nel giugno 1914, ha come protagonista Neron Vukcic, un agente segreto asburgico: secondo alcuni si tratta di un Nero Wolfe prima di Wolfe, anche se l'autore precisa che diversi particolari minori, ma essenziali, contraddicono la biografia del personaggio di Rex Stout.
Finita la guerra, nel 1921 Neron Vukcic si reca ad Alessandria d'Egitto. La cosmopolita città egiziana fa da sfondo a Il sesto Faraone, secondo romanzo della serie, dove Vukcic si troverà a indagare su tre delitti.
Nell'aprile 1926, Vukcic si imbarca sul Pamphylia, transatlantico che lo porterà a New York, città nella quale intende stabilirsi. Durante il viaggio, il montenegrino - che già tende decisamente alla pinguedine - accetta di indagare anche se un po' di malavoglia su un omicidio avvenuto a bordo e che coinvolge la moglie di un potente senatore repubblicano. A farlo cedere sarà soprattutto l'idea del compenso che comprende una casa in arenaria affacciata su Gramercy Park fornita di sottotetto dove poter ospitare una serra...
1. Il Trio dell'arciduca, Bollati Boringhieri, Torino, 2014, ISBN 9788833927695 (Finalista Premio Alvaro-Bigiaretti 2015).[7]
2. Il sesto Faraone, Bollati Boringhieri, Torino, 2016, ISBN 978-88-339-2755-8
3. Al vento dell’Oceano, Bollati Boringhieri, Torino, 2017, ISBN 978-88-339-2880-7

## Romanzi
- Vanagloria, Torino, Bollati Boringhieri, 2012. ISBN 978-88-339-2230-0 (Finalista Premio Bergamo 2013).[8]
- Morte di un magnate americano, Milano, Collana Narrativa Skira, 2013. ISBN 978-88-572-1720-8 (Finalista Premio Comisso 2013[9] e Premio Asti d'Appello 2014[10])
- (con lo pseudonimo di Sandor Weltmann) Città di mare con nebbia, Milano, Collana Narrativa Skira, 2015. ISBN 978-88-572-2895-2
- Nessuno rivede Itaca, Torino, Bollati Boringhieri, 2020. ISBN 978-88-339-3436-5 (Finalista Premio Dessì 2020)[11]
- Curiosissimi fatti di cronaca criminale, Torino, Bollati Boringhieri, 2023. ISBN 978-88-339-4188-2
- Colui che è nell’ombra, Torino, Bollati Boringhieri, 2024. ISBN 978-88-339-4373-2

## Saggi di bibliofilia
Con il medesimo pseudonimo o con il suo vero nome ha firmato anche numerosi saggi di argomento vario, tra cui, particolarmente apprezzati, quelli di bibliofilia e storia del libro.
- Hans Tuzzi, Collezionare libri antichi, rari, di pregio (prefazione di Alessandro Olschki), Milano, Bonnard, 2000. ISBN 88-86842-19-8.
- Hans Tuzzi, Gli strumenti del bibliofilo. Variazioni su come leggere cataloghi e bibliografie, Milano, Bonnard, 2003. ISBN 88-86842-62-7.
- Hans Tuzzi, Libro antico libro moderno. Per una storia comparata, Milano, Bonnard, 2006. ISBN 88-89609-10-9. Carocci, Roma, 2018. ISBN 9788843093496.
- Hans Tuzzi, Gli occhi di Rubino. Di cani, di libri, di cani nei libri, Milano, Bonnard, 2006. ISBN 978-88-89609-21-7.
- Hans Tuzzi, Bestiario bibliofilo. Imprese di animali nelle marche tipografiche dal XV al XVIII secolo (e altro), Milano, Bonnard, 2009. ISBN 978-88-89609-51-4. Nuova edizione: Dueville (VI), Ronzani Editore, 2024. ISBN 9791259971463.
- Hans Tuzzi, Il mondo visto dai libri, Milano, Skira, 2014, ISBN 978-88-572-2655-2.

## Testi di viaggi o di memoria
- Hans Tuzzi, In Irlanda. Il paese dei sognatori, Milano, Touring Club Italiano, 2004. ISBN 88-365-3323-X
- Hans Tuzzi, Metropolis, Rizzoli, Milano, 2012 ISBN 978-88-17-05905-3.
- Hans Tuzzi, zaff&rano, Slow Food, Bra, 2014, ISBN 978-88-8499-353-3.
- Hans Tuzzi, Trittico, ItaloSvevo, Trieste, 2016, ISBN 978-88-99028-11-4.

## Saggistica letteraria
- Adriano Bon, Come leggere La coscienza di Zeno di Italo Svevo, Milano, Mursia, 1977, 1984, 1987, 1989, 1993. ISBN 88-425-0362-2.
- Adriano Bon et al., Il declino delle certezze, un secolo e le sue immagini, 3° vol. dell'Atlante del Novecento (diretto da Luciano Gallino, Massimo L. Salvadori e Gianni Vattimo), Torino, Utet, 2000. ISBN 88-02-05424-X. Milano, Garzanti, 2004. ISBN 88-02-06138-6.
- Adriano Bon, Come leggere Il giardino dei Finzi-Contini di Giorgio Bassani, Milano, Mursia, 1979, 1986, 1994. ISBN 88-425-1772-0.

- Adriano Bon, Invito alla lettura di Giacomo Leopardi, Milano, Mursia, 1985, 1987, 1990. ISBN 88-425-0368-1.
- Italo Svevo, La coscienza di Zeno (prefazione di Giorgio Bàrberi Squarotti, apparati di Adriano Bon), Milano, Bompiani, 1985. 1987, 4ª ed. ISBN 88-452-2745-6. 1990, 10ª ed. ISBN 88-452-1196-7.
- Adriano Bon, La religione a Roma. Gli dei, i riti, le feste del popolo che conquistò il mondo, Bologna, Cappelli, 2001. ISBN 88-379-0934-9.
- Hans Tuzzi, Come scrivere un romanzo giallo o di altro colore, Bollati Boringhieri, Torino, 2017, ISBN 978-88-339-2885-2
- Hans Tuzzi, La letteratura come una delle arti equestri, ItaloSvevo, Trieste, 2025, ISBN 978-88-99028-88-6